# Vatted malt
Vatted malt eller Pure malt är en blandning av maltwhisky från olika destillerier och kan bestå av allt från två till upp emot hundra olika sorter. Dessa hälls ihop i ett större fat där de får "gifta ihop sig" (eng: marrying) under en tid. Syftet är att få fram en konsistent produkt som ändå har en egen karaktär. Kända sorter är bland andra Johnnie Walker Pure Malt och Strathconon.